# Tommy Pistol

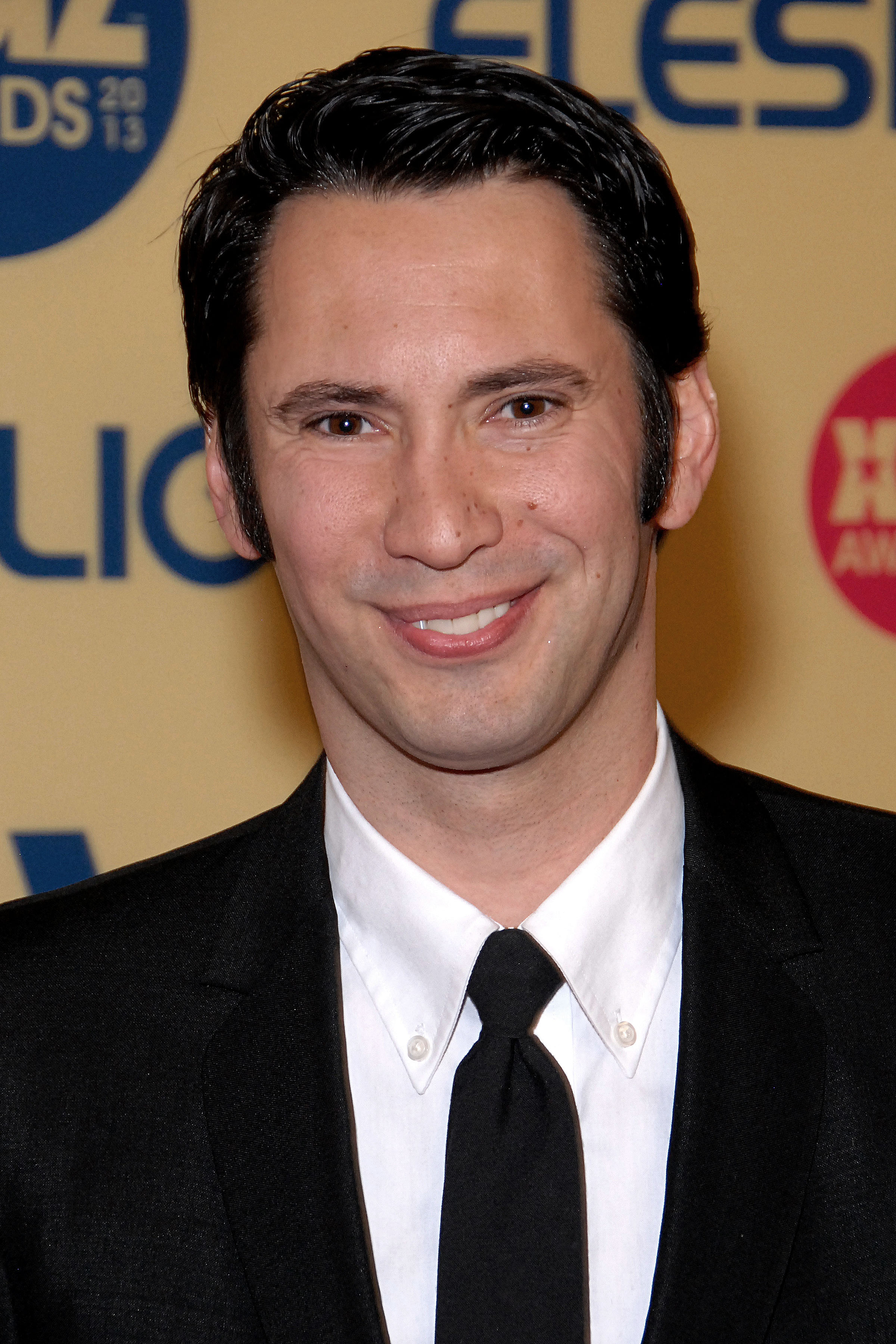
Tommy Pistol (2013)

Tommy Pistol (* 2. Juli 1976 als Aramis Sartorio) ist ein US-amerikanischer Pornodarsteller.
Er stieg 2005 im Alter von 29 Jahren als Schauspieler in die erotische Filmbranche ein und war von 2008 bis 2013 als Regisseur auch hinter der Kamera aktiv. Bei den AVN Awards 2007 wurde er als „Best Male Newcomer“ (bester männlicher Neueinsteiger)
geehrt. Zudem erhielt er 2014 und 2018 jeweils einen AVN Award als Best Actor.

## Auszeichnungen
- AVN Award 2006: Most Outrageous Sex Scene (mit Joanna Angel)
- AVN Award 2007: Best Male Newcomer[4]
- XBIZ Award 2012: Male Acting Performance of the Year (Taxi Driver XXX)
- XBIZ Award 2014: Best Supporting Actor (The Temptation of Eve)
- AVN Award 2014: Best Actor (Evil Head)
- XBIZ Award 2015: Best Actor – Parody Release (Not the Jersey Boys XXX)
- XBIZ Award 2015: Best Scene – Parody Release (American Hustle XXX)
- XBIZ Award 2016: Best Actor – Couples-Themed Release (Wild Inside)
- XBIZ Award 2017: Best Actor – Parody Release (Suicide Squad XXX: An Axel Braun Parody)
- XRCO Award 2018: Best Actor (Ingenue)[5]
- XBIZ Award 2019: Best Actor – Feature Movie (Anne: A Taboo Parody)
- XBIZ Award 2019: Best Actor – Couples-Themed Release (The Weight of Infidelity)
- AVN Award 2020: Best Actor – Featurette (The Aura Doll)
- AVN Award 2020: Best Supporting Actor
- AVN Award 2021: Best Actor – Featurette (in: "Another Life")
- AVN Award 2022: Best Actor – Featurette[6]
- AVN Award 2022: Best Leading Actor
- AVN Award 2022: Best Supporting Actor
- AVN Award 2022: Male Performer of the Year
- AVN Award 2023: Best Actor – Featurette (The Bargain)[7]
- AVN Award 2023: Best Supporting Actor (Grinders)[7]
- AVN Award 2023: Most Outrageous Sex Scene (The Bargain (or Putting the P in Krampus), zusammen mit Ashley Lane)[7]
- AVN Award 2024: Best Actor – Featurette (We Are Alone Now)[8]

## Filmografie (Auswahl)
- 2007: Seduced By a Cougar 17
- 2011: American Dad XXX: An Exquisite Films Parody
- 2011: Pron: The XXX Parody
- 2012: Men in Black: A Hardcore Parody
- 2012: Nylons 10
- 2012: Pee-Wee’s XXX Adventure: A Porn Parody
- 2012: Xena XXX: An Exquisite Films Parody
- 2013: Nylons 12
- 2013: Rambone XXX: A DreamZone Parody
- 2013: SpongeKnob SquareNuts: The XXX Parody
- 2013: The Walking Dead: A Hardcore Parody
- 2013: Thor XXX: An Axel Braun XXX Parody
- 2014: Not Jersey Boys XXX: A Porn Musical
- 2015: Stryker
- 2016: Suicide Squad XXX: An Axel Braun Parody
- 2019: Love Emergency
- 2022: Grinders
- 2023: Machine Gunner
- 2024: Project X (2024)